# John Keill
John Keill (Edimburgo, 1º dicembre 1671 – Oxford, 31 agosto 1721) è stato un matematico scozzese discepolo di Isaac Newton.

## Biografia
Studiò all'Università di Edimburgo con David Gregory ottenendo una laurea in fisica e matematica nel 1692. Frequentò poi il Balliol College a Oxford ottenendo un master il 2 febbraio 1694.
Suo padre era Robert Keill, un avvocato di Edimburgo e sua madre Sarah Cockburn, proveniente da una famiglia di ecclesiastici. Un suo zio era vescovo di Aberdeen e un fratello che era un prete episcopale, che sosteneva la causa Stuart rifiutandosi di prestare giuramento di fedeltà a William e Mary dopo la deposizione di Giacomo II a seguito della rivoluzione del 1688. James Keill, che divenne un medico, era il fratello minore di John, nato due anni dopo.
Keill sostenne che Leibniz aveva plagiato l'invenzione del calcolo infinitesimale ottenuta da Newton e fu il suo principale difensore. Comunque, lo stesso Newton alla fine si stancò di Keill che gli aveva procurato un sacco di problemi.
Nel 1715, Keill pubblicò un libro su trigonometria e logaritmi dal titolo Euclides Elementorum Libri Priores Sex. Scrisse anche sulle forze tra le particelle e su teorie sull'origine dell'universo. Le sue lezioni vennero pubblicate a Leida, nel 1725, in un libro dal titolo Introductio ad Veram Astronomiam.
Nel 1717 sposò Mary Clements, una donna più giovane di lui di venticinque anni. Il matrimonio suscitò grande scandalo visto che la donna era di classe inferiore.
Secondo quanto risulta dall'antico Dictionary of National Biography Keill non avrebbe lasciato alcun testamento. D'altra parte risulta che invece lasciò testamento, secondo quanto riportato dall'Oxford Dictionary of National Biography e lo stesso è conservato in The National Archives. Venne redatto il 12 gennaio 1720 e presentato presso il Tribunale di Canterbury nel mese di ottobre 1721. Lasciò 500 sterline e l'arredamento di casa a sua moglie e i suoi libri e altri soldi in un fondo per suo figlio.

## Opere
- (LA) Introductiones ad veram physicam et veram astronomiam, Leiden, Johannes Verbeek & Hermanus Verbeek, 1739.
- (FR) Introduction to the true astronomy, or, astronomical lectures, read in the astronomical school of the University of Oxford, Paris, Hippolyte-Louis Guérin & Jacques Guérin, 1746.